# El último viaje de Robert Rylands
El último viaje de Robert Rylands es una película hispano-británica dirigida por Gracia Querejeta que se estrenó el 18 de octubre de 1996. Fue el segundo largometraje de su directora. Su guion es una adaptación libre de la novela Todas las almas de Javier Marías, que el novelista repudió, por lo que fue objeto de una polémica que terminaría con una demanda en los tribunales, que resultó en una indemnización hacia el escritor y la orden de retirar su nombre de los créditos de la película.

## Reparto
- Ben Cross - Alfred Cromer;
- William Franklyn - Robert Rylands;
- Gary Piquer - Juan Noguera;
- Cathy Underwood - Jill, la hermana de Alfred;
- Perdita Weeks - Sue, la hija de Jill;
- Kenneth Colley - comisario Archdale;
- Lalita Ahmed - Ahira, el ama de llaves de Robert;
- Karl Collins - Abraham, alumno de Juan;
- Maurice Denham - Hume.

## Argumento
Robert Rylands, un seductor arqueólogo y profesor universitario al borde de los sesenta años, se presenta voluntariamente para declarar en la comisaría. Su relato ante el comisario, que dura toda la noche, comienzan con la llegada a Oxford de Juan Noguera, un joven profesor español que va a impartir un curso de literatura española en la universidad. Juan se hospeda en casa de su colega y amigo Alfred Cromer, que vive con su hermana y la hija pequeña de esta. 
Juan pronto percibe que el reciente regreso de Robert Rylands a la ciudad, tras una ausencia de diez años, perturba a la familia. Intenta indagar la causa, pero tanto Alfred como Jill rechazan revelarle el secreto que hay entre ellos. Entre tanto, Alfred cae enfermo, y le diagnostican un cáncer terminal. Robert Rylands intenta repetidamente contactar con Alfred, pero éste se niega a verlo. 
Poco a poco Juan y Jill empiezan a enamorarse. Al final Juan descubre la causa del resentimiento contra Robert Rylands. Robert y Alfred fueron amantes, y Gill se interpuso acostándose con Robert un día. Gill quedó embarazada de su hija y al descubrirlo Alfred la relación entre ambos hombres se rompió, y entonces Robert se embarcó en uno de sus viajes de exploración sin fecha de regreso.
Alfred sale del hospital en silla de ruedas, y al poco tiempo, Juan colabora en una encerrona para que se reúna con Robert. Tras los reproches del reencuentro se reconcilian. Robert le dice que quiere que vivan juntos el tiempo que le queda, pero Alfred le contesta que si realmente le ama tiene que ayudarle a morir dignamente. Robert finalmente accede, y tras dispararle con su vieja pistola se presenta en la comisaría para confesar.

## Premios y nominaciones
Medallas del Círculo de Escritores Cinematográficos de 1996
| Categoría        | Persona             | Resultado |
| ---------------- | ------------------- | --------- |
| Mejor película   | Mejor película      | Ganadora  |
| Mejor dirección  | Gracia Querejeta    | Ganadora  |
| Mejor fotografía | Antonio Pueche      | Ganador   |
| Mejor música     | Ángel Illarramendi  | Ganador   |
| Mejor montaje    | Nacho Ruiz Capillas | Ganador   |

- 1996: nominada a la Concha de Oro del Festival de San Sebastián.
- 1996: nominada al Goya a la mejor música original.